# 2010년 동계 패럴림픽 메달 집계
2010년 동계 패럴림픽 메달 집계는 2010년 동계 패럴림픽에서 획득한 메달 순으로 매긴 각국의 패럴림픽 위원회들의 목록이다.

## 메달 집계
다음은 국제 패럴림픽 위원회에서 제공하는 정보를 토대로 한 표로, 금메달 · 은메달 · 동메달의 수 순서로 랭킹을 매긴다. 금은동의 수가 모두 동률일 경우, 같은 순위가 되고 IPC 국가 부호의 알파벳 순으로 목록에 표시한다.
주최국인 캐나다는 연보라색으로 표시되어 있다.
| 순위 | 국가                 | 금메달 | 은메달 | 동메달 | 합계 |
| ---- | -------------------- | ------ | ------ | ------ | ---- |
| 1    | 독일 (GER)           | 13     | 5      | 6      | 24   |
| 2    | 러시아 (RUS)         | 12     | 16     | 10     | 38   |
| 3    | 캐나다 (CAN)         | 10     | 5      | 4      | 19   |
| 4    | 슬로바키아 (SVK)     | 6      | 2      | 3      | 11   |
| 5    | 우크라이나 (UKR)     | 5      | 8      | 6      | 19   |
| 6    | 미국 (USA)           | 4      | 5      | 4      | 13   |
| 7    | 오스트리아 (AUT)     | 3      | 4      | 4      | 11   |
| 8    | 일본 (JPN)           | 3      | 3      | 5      | 11   |
| 9    | 벨라루스 (BLR)       | 2      | 0      | 7      | 9    |
| 10   | 프랑스 (FRA)         | 1      | 4      | 1      | 6    |
| 11   | 이탈리아 (ITA)       | 1      | 3      | 3      | 7    |
| 12   | 노르웨이 (NOR)       | 1      | 3      | 2      | 6    |
| 13   | 스페인 (ESP)         | 1      | 2      | 0      | 3    |
| 13   | 스위스 (SUI)         | 1      | 2      | 0      | 3    |
| 15   | 뉴질랜드 (NZL)       | 1      | 0      | 0      | 1    |
| 16   | 오스트레일리아 (AUS) | 0      | 1      | 3      | 4    |
| 17   | 핀란드 (FIN)         | 0      | 1      | 1      | 2    |
| 18   | 대한민국 (KOR)       | 0      | 1      | 0      | 1    |
| 19   | 스웨덴 (SWE)         | 0      | 0      | 2      | 2    |
| 20   | 체코 (CZE)           | 0      | 0      | 1      | 1    |
| 20   | 폴란드 (POL)         | 0      | 0      | 1      | 1    |
| 합계 | 합계                 | 64     | 65     | 63     | 192  |

## 같이 보기
- 2010년 동계 올림픽 메달 집계